# Eudorylaimus circulifer
Eudorylaimus circulifer är en rundmaskart som beskrevs av Loof 1961. Eudorylaimus circulifer ingår i släktet Eudorylaimus och familjen Dorylaimidae. Inga underarter finns listade i Catalogue of Life.